# باتريشا وليامز
باتريشا جي وليامز (بالإنجليزية: Patricia J. Williams)‏ (ولدت في 28 أغسطس 1951) هي باحثة قانونية أمريكية ومؤيدة لنظرية العرق النقدية، وهي مدرسة للفكر القانوني تؤكد على العرق كمقرر أساسي من نظام القانون الأمريكي.

## تحصيلها العلمي
باتريشا وليامز حاصلة على شهادة البكالوريوس من جامعة وليسلي عام 1972 و شهادة الدكتوراة من كلية الحقوق بجامعة هارفرد عام 1975.

## السيرة المهنية
عملت وليامز في قسم حماية المستهلك في مكتب المدعي العام في مدينة لوس آنجلوس و كانت عضوا في كلية النقد والنظريات في جامعة دارتموث، وشغلت أيضاً منصب أستاذ مشارك في كلية الحقوق في جامعة ويسكونسن في قسم دراسات المرأة. تشغل مقعد تدريس جيمس ل. دور في للحقوق في جامعة كولومبيا حيث تدرس منذ 1991. كما خدمت وليامز في المجلس الاستشاري لكلية مدجار إيفرس للقانون والعدالة الاجتماعية في جامعة نيويورك سيتي، وخدمت ايضًا في مجلس الأمناء لكلية ويلسلي وعلى مجلس محافظي جمعية معلمي القانون الأمريكيين من بين آخرين
تكتب وليامز في عامود لمجلة (ذا نايشن) بعنوان (مذكرات بروفيسور مجنون) و يكون اسم البروفيسور (اس ام )، وفي الآونة الآخيرة أصبح عمودها في المجلة يظهر شهريا بدلا من كل اسبوعين.
منذ 1 يوليو 2019 تعمل مديرة لشؤون القانون والتقنية والأخلاقيات في جامعة الشمال الشرقي الأمريكية.

## الجوائز والتكريمات
كانت أول حاصلة على انتساب لبرنامج زمالة ماك آرثر [الإنجليزية] من يونيو 2000 إلى يونيو 2005
في 1 مارس 2013 كرّمها مركز قانون الحقوق والجنسانية في جامعة كولومبيا للحقوق في ندوة شملت أيضا أنيتاهيل ولانيا جينييه وأخريات
في 2019 اختيرت عضوا في الجمعية الأمريكية للفلسفة

## روابط خارجية
- باتريشا وليامز على موقع IMDb (الإنجليزية)
- باتريشا وليامز على موقع إن إن دي بي (الإنجليزية)